# Allotoca
Allotoca – rodzaj ryb karpieńcokształtnych z rodziny żyworódkowatych (Goodeidae).

## Klasyfikacja
Gatunki zaliczane do tego rodzaju:
- Allotoca catarinae
- Allotoca diazi
- Allotoca dugesii
- Allotoca goslinei
- Allotoca maculata
- Allotoca meeki
- Allotoca regalis
- Allotoca zacapuensis